# 追分駅 (浜松市)
追分駅（おいわけえき）は、静岡県浜松市萩町（開業時は旧・浜名郡曳馬町一本杉、現在の浜松市中央区葵東二丁目）にあった遠州鉄道奥山線の駅（廃駅）である。奥山線の廃線に伴い1964年（昭和39年）11月1日に廃駅となった。

## 歴史
- 1914年（大正3年）11月30日：浜松軽便鉄道元城駅 - 金指駅間開通に伴い開業[1][2][3]。
- 1915年（大正4年）4月24日：鉄道会社名を浜松鉄道に改称。それに伴い同鉄道の駅となる[1][3]。
- 1940年代前半：戦時体制に伴い休止駅となる[2][3]（或いは廃止[1]）。
- 1947年（昭和22年）5月1日：浜松鉄道が遠州鉄道と合併。それに伴い遠州鉄道奥山線の駅となる（休止（廃止）中）[1][3]。
- 1952年（昭和27年）7月5日：営業再開[3]。
- 1964年（昭和39年）11月1日：奥山線の廃線に伴い廃止となる[1][2][3]。

## 駅構造
廃止時点で、単式ホーム1面1線を有する地上駅であった。
列車交換設備を有さない無人駅となっていた。

## 駅周辺
- 国道257号[5]（姫街道(本坂通)）
- 静岡県道261号磐田細江線（姫街道（本坂通））

## 駅跡
1997年（平成9年）時点では、銭取駅跡附近から都田口駅跡附近まで、当駅跡附近を含む線路跡は拡幅され、自動車も通れる大きな市道に転用され、痕跡は無くなっていた。2007年（平成19年）8月時点、2010年（平成22年）時点でも同様であった。

## 隣の駅
遠州鉄道
奥山線
小豆餅駅 - 追分駅 - 曳馬野駅